# Talara cara
Talara cara är en fjärilsart som beskrevs av William Schaus 1911. Talara cara ingår i släktet Talara och familjen björnspinnare. Inga underarter finns listade i Catalogue of Life.